# Кённерн
Кённерн (нем. Könnern) — город в Германии, в земле Саксония-Анхальт. 
Входит в состав района Зальцланд.  Население составляет 9233 человека (на 31 декабря 2010 года). Занимает площадь 98,03 км². Официальный код  —  15 1 53 016.
Город подразделяется на 13 городских районов.

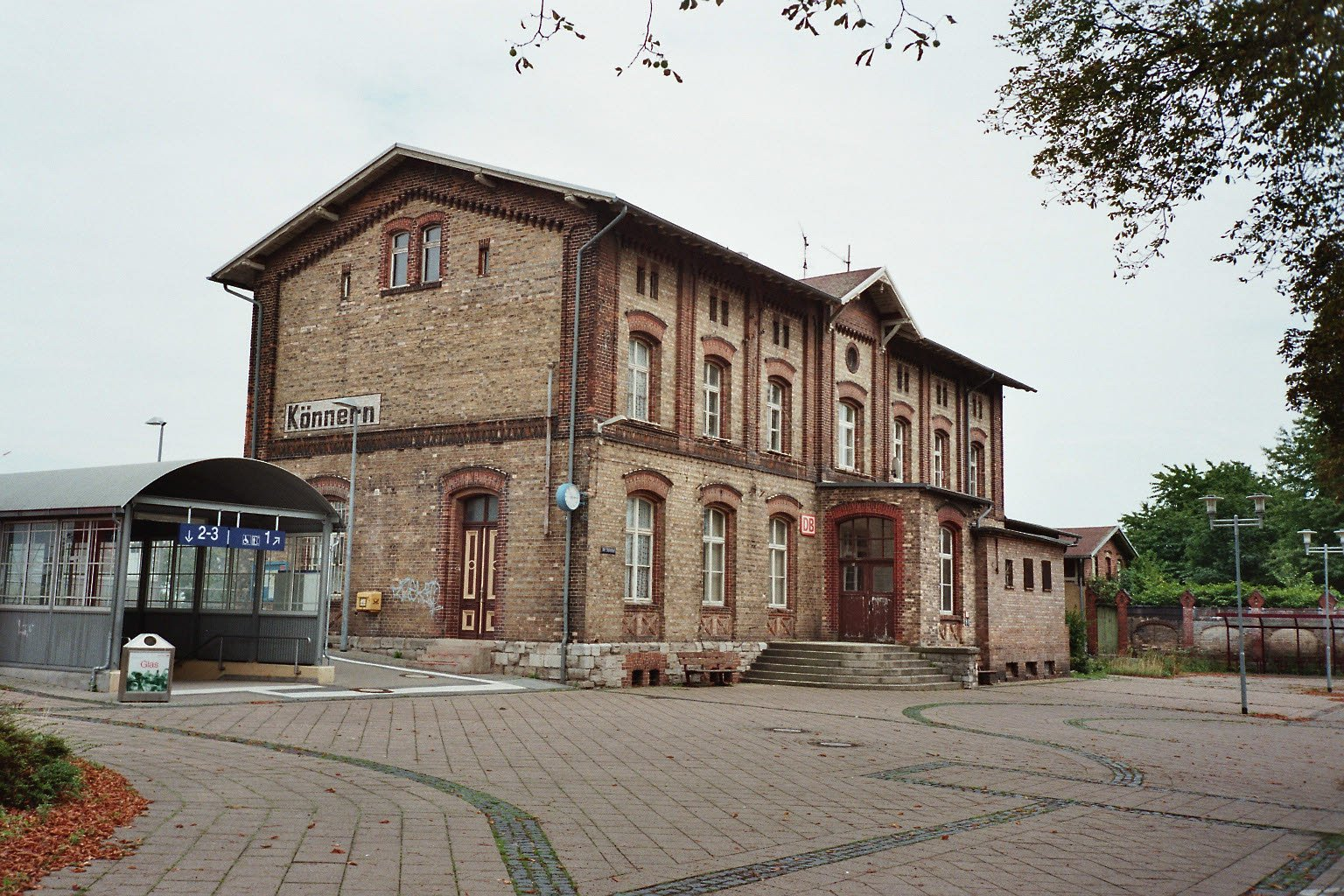
Вокзал